# Cesira Pozzolini
Maria Cesira Angelica Filomena Pozzolini (Firenze, 16 novembre 1839 – Firenze, 5 settembre 1914) è stata una scrittrice e filantropa italiana.

## Biografia
Figlia di Luigi e Gesualda Malenchini, nipote di Vincenzo Malenchini, che resse il Governo Provvisorio Toscano nel 1859, e moglie del filosofo Pietro Siciliani (col quale si era sposata nel 1864), fondò a Bivigliano la prima scuola pubblica gratuita per figli di contadini o dei meno abbienti.
Legata da amicizia e in corrispondenza con molti intellettuali dell'epoca (tra i quali Giosuè Carducci, Luigi Capuana, Giannina Milli e Alinda Bonacci Brunamonti), scrisse numerosi racconti (per lo più di genere odeporico) e ricordi, editi in particolare sul periodico La rassegna nazionale.
Insieme con la sorella Antonietta, aiutò la madre, Gesualda, nell'attività di insegnamento nella scuola di Bivigliano istituita presso la Villa di Bivigliano.
Custode delle carte di Atto Vannucci, ne dispose la donazione, per testamento, alla Biblioteca nazionale di Firenze.
È sepolta nel Cimitero delle Porte Sante di Firenze.
A lei è intitolata la Biblioteca di Vaglia.

## Opere principali
- Napoli e dintorni: impressioni e ricordi, Morano, Napoli 1880.
- Una visita agli Ossari di San Martino e Solferino, Zanichelli, Bologna 1881 (trad. francese, Paris 1882).
- Feste e santuari, Zanichelli, Bologna 1882.
- Volognano in Valdarno: bozzetto storico, Tip. Camera dei deputati, Roma 1892.
- Castiglione dei Pepoli, Nuova Antologia, Roma 1899.
- All'esposizione mondiale di Parigi del 1900, Ufficio della Rassegna Nazionale, Firenze 1901.
- Pellegrinaggio alla tomba di Dante, Ufficio della Rassegna Nazionale, Firenze 1902.
- Una settimana in Casentino: i Camaldoli e la Verna, Stab. tip. Rangoni, Firenze 1902.